# Nikos Tornaritis
Nikos Tornaritis, gr. Νίκος Τορναρίτης (ur. 6 grudnia 1964 w Nikozji) – cypryjski polityk i prawnik, poseł do Izby Reprezentantów.

## Życiorys
Ukończył studia prawnicze na Uniwersytecie Narodowym im. Kapodistriasa w Atenach, a także nauki polityczne w John F. Kennedy School of Government w ramach Uniwersytetu Harvarda. Podjął praktykę w zawodzie prawnika. W latach 1994–2000 wchodził w skład zarządu wspieranej przez państwo organizacji odpowiedzialnej za prowadzenie i promocję targów międzynarodowych na Cyprze.
Zaangażował się w działalność polityczną w ramach Zgromadzenia Demokratycznego (DISY) i jej organizacji młodzieżowej. Wszedł w skład biura wykonawczego i biura politycznego partii, w latach 2007–2012 pełnił funkcję wiceprzewodniczącego DISY. W 2001 po raz pierwszy uzyskał mandat posła do Izby Reprezentantów. Z powodzeniem ubiegał się o reelekcję w wyborach w 2006, 2011, 2016 i 2021. Objął m.in. funkcję rzecznika grupy parlamentarnej DISY.